# Ptiloniola rotunda
Ptiloniola rotunda är en tvåvingeart som beskrevs av Munro 1967. Ptiloniola rotunda ingår i släktet Ptiloniola och familjen borrflugor.
Artens utbredningsområde är Kenya. Inga underarter finns listade i Catalogue of Life.